# イ・ミヨン (1961年生)
イ・ミヨン（李美英、1961年3月16日 - ）は、韓国の女優。スカイピープルエンタテインメント（스카이피플엔터테인먼트）所属。

## 略歴
1979年にMBCの第10期公開採用でテレビドラマ俳優になった。
映画俳優としては1980年代に大学生の様々な思いや友情を描く作品で大学生役を演じた。1980年に公開された『최인호의 병태 만세』（チェ・インホ病態万歳）で主演した。1983年に公開された主演作『대학 신입생 오달자의 봄』（大学新入生オ・ダルチャの春）で男のような性格の主人公である大学生ダルチャを演じた。1984年に公開された『대학 괴짜들』（大学の変わり者たち）で大学生タイ役で主演した。1984年に公開された主演作『새댁 나팔을 불기 시작했다』（新妻がラッパを吹き始めた）は、嫁入りした女の反抗と成長を描いている。
テレビドラマ俳優として多くの作品に出演している。2000年にはSBS演技大賞で優秀助演賞を受賞した。2000年代の出演作として『守護天使』、『危機の男』、『黄色いハンカチ』、『千年の愛』、『バリでの出来事』、『悲しき恋歌』、『噂のチル姫』、『ぶどう畑のあの男』、『雲の階段』、『幸せな女』、『犬とオオカミの時間』、『ロビイスト』、『千万回愛してます』などがある。2004年にSBSで放送された『バリでの出来事』ではソ・ジソプ演じる主人公イヌクの母で複雑な男性遍歴があると設定された役を演じた。2009年から翌年にかけてSBSで放送された『千万回愛してます』ではイ・スギョン演じるヒロインの継母で気まぐれな性格と設定された役を演じた。2010年代の出演作として『いばらの鳥』、『あなたの女』、『キレイな男』、『エマージェンシー・カップル』、『Mr. Back』、『パーフェクトカップル』などがある。2014年にSBSで放送された『Mr. Back』ではチャン・ナラ演じるヒロインの母で夫の死後30年にわたってその洋服店を切り盛りする口数の多い人情家と設定された役を演じた。

## 人物
娘のボラムは歌手兼俳優で、韓国の女性アイドルグループT-ARAのメンバーだった。

## 主な出演作品

### テレビドラマ
- 噂の女（2001年） - テペ出身の奥さん役[13]
- 守護天使（2001年） - ユ・ソンジョン役[13]
- 危機の男（2002年） - ポン役[13]
- 黄色いハンカチ（2003年） - イ・ハンスン役[13]
- バリでの出来事（2004年） - イヌクの母役[7][8][13]
- 悲しき恋歌（2005年） - ファン・ミンギョン役[13]
- ぶどう畑のあの男（2006年） - チェ・オクスク役[13]
- 雲の階段（2006年） - ユニの母役[13]
- ファンタスティック・カップル（2006年） - ウ・ゲジュ役[13]
- 幸せな女（2007年） - ピョングの母役[13]
- 犬とオオカミの時間（2007年） - ミョンエ役[13]
- ロビイスト（2007年） - キム・ジョンスン役[13]
- 千万回愛してます（2009年 - 2010年） - パク・エラン役[9][13]
- いばらの鳥（2011年） - スングム役[13]
- キレイな男（2013年 - 2014年） - イ・マルジャ役[13][14]
- エマージェンシー・カップル（2014年） - チョ・ヤンジャ役[13]
- Mr. Back（2014年） - コ・ジョンスク役[11][13]
- 恍惚な隣人（2015年） - ナ・ジョンブン役[13]
- パーフェクトカップル（原題：우리 갑순이〈うちのカプスン〉、2016年 - 2017年） - シン・マルリョン役[13]
- ミス・モンテクリスト（2021年） - ユン・チョシム役[13]
- クレイジーラブ（2022年） - コン・ピルソン女史役[13]
- 優雅な帝国（2023年 - 2024年） - ウ・ヨンラン役[15]